# Neohapalothrix acanthonympha
Neohapalothrix acanthonympha är en tvåvingeart som först beskrevs av Brodskij 1954.  Neohapalothrix acanthonympha ingår i släktet Neohapalothrix och familjen Blephariceridae. Inga underarter finns listade i Catalogue of Life.